# Mastrus deminuens
Mastrus deminuens là một loài tò vò trong họ Ichneumonidae.